# Lisa Andreas
Lisa Andreas (Kent, 22 dicembre 1987) è una cantante inglese di origini cipriote.
Rappresenta Cipro, dopo aver vinto la selezione nazionale, all'Eurovision Song Contest 2004, con la canzone Stronger Every Minute, superando la semifinale e raggiungendo la quinta posizione in finale, con 170 punti, il risultato migliore conseguito da questo paese in più di 25 anni di partecipazione.
Ha ottenuto 5 punti nella semifinale ed un altro nella finale dalla Turchia, risultato storico per la situazione politica scatenata a causa della Repubblica Turca di Cipro Nord, de jure parte di Cipro, de facto occupata dai militari turchi e proclamatasi indipendente nel 1974, ma non riconosciuta a livello internazionale. Allo stesso modo Cipro ha concesso 4 punti e lo scambio si è ripetuto ma solo da parte di quest'ultimo stato.

## Biografia
Lisa Andreas è nata in Inghilterra ma è stata battezzata a Cipro. Ha vissuto a Nicosia per due anni da bambina, ma ritornò in Gran Bretagna dopo che suo nonno ebbe dei problemi di salute.